# Доставка
Доставка — сервис по траспортировке покупателям товаров, приобретаемых ими, а также доставка готовых блюд из заведений общественного питания, без необходимости посещения торговых точек и заведений общественного питания.

## История
Ещё в XIX веке в Индии появилась система даббавала — доставка горячих обедов пешими разносчиками. Она существует и в настоящее время, при этом пищу готовят на дому, а даббавалы-разносчики с утра забирают свежеприготовленную еду и доставляют клиентам её на велосипеде, мотороллере или пешком.
В XIX веке в США появилась доставка молока «от фермера до двери клиента».
С 1950-х годов сначала в США, а затем и в других странах стала популярна услуга по доставке пиццы, которую заказывали по телефону.
Однако особенно популярными сервисы доставки стали в XXI веке в связи с развитием интернет-торговли. Этому способстовала пандемия COVID-19 в 2020—2022 годах, когда многие люди избегали посещения магазинов, чтобы не заразиться (а, кроме того, в периоды самоизоляции магазины, продающие товары не первой необходимости и заведения общественного питания были закрыты). При этом стали возникать опасения того, что заражение коронавирусом может распространяться через курьеров. Ответом на эти опасения стала бесконтактная доставка продуктов питания и других товаров.
Организация логистики «последней мили» при интернет-торговле может быть различной. Покупатели могут получать заказы в пунктах выдачи заказов, в почтоматах (преимуществом этого варианта является экономия на оплате труда) или заказы могут доставляться им непосредственно до дома (или места работы) курьерами. Интернет-магазины могут передавать функцию по формированию заказов на складе и доставке их покупателям на аутсорсинг фулфилмент-центрам. Кроме интернет-магазинов появились и интернет-рестораны, работающие по модели «только доставка».
Курьеры, доставляющие заказы, используют различный транспорт — велосипеды, самокаты, электросамокаты, веломобили, а также мотороллеры. При использовании автомобилей заказы зачастую не удаётся доставить вовремя из-за дорожных заторов. При загруженных дорогах скорость доставки на электровелосипеде на 30−40 % выше, чем на автомобиле и в два−три раза выше, чем у пешего курьера.
Так, в Нью-Йорке более 50 % курьеров используют микромобильный транспорт (обычные велосипеды, электровелосипеды, электросамокаты), чему способствует большая сеть велодорожек в этом городе. В Москве в 2022 году около половины из 100 000 курьеров, работавших в сегменте доставки «последней мили», также использовали микромобильный транспорт. А вот в Джакарте из-за малого количества велодорожек вместо микромобильного транспорта популярностью у курьеров пользуются мотоциклы и мопеды.
В 21 веке для доставки начали использовать наземных роботов-доставщиков и беспилотную доставку по воздуху.

## Бесплатная доставка для инвалидов и пенсионеров
Многие[какие?] магазины предоставляют бесплатную доставку товаров для пенсионеров и инвалидов.